# Apollo: Atmospheres and Soundtracks
| Оценки критиков               | Оценки критиков |
| Источник                      | Оценка          |
| ----------------------------- | --------------- |
| AllMusic                      | [ 1 ]           |
| Christgau's Record Guide      | B               |
| Encyclopedia of Popular Music | [ 3 ]           |
| Mojo                          | [ 4 ]           |
| Pitchfork                     | 9.1/10          |
| Q                             | [ 6 ]           |
| The Rolling Stone Album Guide | [ 7 ]           |
| Spin Alternative Record Guide | 8/10            |
| The Times                     | [ 9 ]           |
| Uncut                         | 8/10            |

Apollo: Atmospheres and Soundtracks — девятый сольный студийный альбом британского эмбиент-музыканта Брайана Ино, выпущенный в 1983 году. Альбом был написан, спродюсирован и исполнен Брайаном Ино, его братом Роджером и продюсером Даниэлем Лануа. Альбом изначально написан для документального фильма «Для всего человечества», рассказывающего о подготовке и высадке первых людей на Луну. Музыка из альбома прозвучала в фильмах «28 дней спустя», «Траффик» и «На игле». Две композиции из альбома, «Silver Morning» и «Deep Blue Day», были изданы в формате 7-дюймового сингла на лейбле EG Records.

## Список композиций
| №   | Название             | Автор(ы)                               | Длительность |
| --- | -------------------- | -------------------------------------- | ------------ |
| 1.  | «Under Stars»        | Брайан Ино, Даниэль Лануа              | 4:25         |
| 2.  | «The Secret Place»   | Даниэль Лануа, аранжировки Брайана Ино | 3:27         |
| 3.  | «Matta»              | Брайан Ино                             | 4:14         |
| 4.  | «Signals»            | Брайан Ино, Даниэль Лануа              | 2:44         |
| 5.  | «An Ending (Ascent)» | Брайан Ино                             | 4:18         |
| 6.  | «Under Stars II»     | Брайан Ино, Даниэль Лануа              | 3:15         |
| 7.  | «Drift»              | Роджер Ино, Брайан Ино                 | 3:03         |
| 8.  | «Silver Morning»     | Даниэль Лануа                          | 2:35         |
| 9.  | «Deep Blue Day»      | Брайан Ино, Даниэль Лануа, Роджер Ино  | 3:53         |
| 10. | «Weightless»         | Брайан Ино, Даниэль Лануа, Роджер Ино  | 4:28         |
| 11. | «Always Returning»   | Брайан Ино, Роджер Ино                 | 3:49         |
| 12. | «Stars»              | Брайан Ино, Даниэль Лануа              | 7:57         |

| №   | Название                     | Автор(ы)                  | Длительность |
| --- | ---------------------------- | ------------------------- | ------------ |
| 1.  | «The End Of A Thin Cord»     | Брайан Ино                | 4:09         |
| 2.  | «Capsule»                    | Брайан Ино, Даниэль Лануа | 3:14         |
| 3.  | «At The Foot Of A Ladder»    | Брайан Ино, Роджер Ино    | 3:36         |
| 4.  | «Waking Up»                  | Брайан Ино, Даниэль Лануа | 2:29         |
| 5.  | «Clear Desert Night»         | Брайан Ино                | 3:11         |
| 6.  | «Over The Canaries»          | Брайан Ино                | 4:42         |
| 7.  | «Last Step From The Surface» | Брайан Ино, Даниэль Лануа | 3:58         |
| 8.  | «Fine-Grained»               | Брайан Ино, Даниэль Лануа | 3:37         |
| 9.  | «Under The Moon»             | Брайан Ино, Роджер Ино    | 3:10         |
| 10. | «Strange Quiet»              | Брайан Ино, Роджер Ино    | 4:09         |
| 11. | «Like I Was A Spectator»     | Брайан Ино                | 4:23         |

## Участники записи
- Музыканты: Брайан Ино, Даниэль Лануа, Роджер Ино
- Рассел Миллс — обложка
- Мастеринг: Грег Келби на Sterling Sound
- Переиздание 2019 года: Майлз Шоуэлл на Abbey Road

## Хит-парады
| Хит-парад (1983)                  | Высшая позиция |
| --------------------------------- | -------------- |
| New Zealand Albums Chart          | 48             |
| Хит-парад (2019)                  | Высшая позиция |
| Бельгия/Фландрия (Ultratop)       | 127            |
| Бельгия/Валлония (Ultratop)       | 138            |
| Германия (Offizielle Top 100)     | 61             |
| Шотландия (Scottish Albums Chart) | 8              |
| Великобритания (UK Albums Chart)  | 16             |

## Сертификации
| Регион                                                                      | Сертификация | Продажи |
| --------------------------------------------------------------------------- | ------------ | ------- |
| Великобритания (BPI)                                                        | Серебряный   | 60 000  |
| Данные о продажах + прослушиваниях приведены только на основе сертификации. |              |         |